# 辺獄のシュヴェスタ
『辺獄のシュヴェスタ』（へんごくのシュヴェスタ）は、竹良実による日本の漫画作品。『月刊!スピリッツ』（小学館）にて、2015年2月号から2017年12月号まで連載された。全6巻。全32話。

## 概要
2013年に『地の底の天上』で第265回スピリッツ賞の最高賞である「スピリッツ賞」を受賞した竹良実の初連載作品。16世紀の神聖ローマ帝国を舞台に、魔女狩りによって養母の命を奪われた少女・エラによる復讐劇を描く。
作品の時代設定を16世紀、舞台を神聖ローマ帝国の修道院にしたことについて、作者の竹良は「宗教改革や印刷技術の普及によって人々の生活に変化が生まれ始めた時代の中で、『集団の中で毎日を戦っている主人公』を描くため」と述べており、『地の底の天上』、『辺獄のシュヴェスタ』共に中近世のヨーロッパを舞台にした作品であるものの、竹良が元々ヨーロッパ史に造詣が深かったというわけではない旨が担当編集者から語られている。
また、本作には岡山大学の大貫俊夫准教授が時代考証・研究者として参加しており、同校では本作を題材にした授業も行われた。
本作に込めた想いについて、作者である竹良は「読んだ人が強気になれるような作品にしたい」と述べている。

## あらすじ
ある日、ドイツのライン川中域の川底から、1体の「鋼鉄の処女」が引き揚げられる。右目に傷のある「隻眼のマリア」として作られたその鋼鉄の処女には、バチカンのものであることを示すローマ教皇の紋章と共に、「1552年 分水嶺の血の記憶に」という謎のメッセージが刻まれていた。
西暦1542年。現ドイツ南西部にあたるザールブルグ近郊の村で家族と共に生活していた少女エラは、内に秘めた容赦のない激しい気性を両親に忌諱されて、口減らしとして人買いへ売られることとなっていた。持ち前の機転をきかせて人買いの元から逃げたエラは、逃亡先で治療師の女性アンゲーリカと出会う。アンゲーリカはエラを保護し、エラは彼女から様々な知識と倫理観を教わりながら、親子として仲睦まじく暮らしていくようになる。
しかしそれから数年後、クラウストルム修道会の異端審問官ヴィルケが二人の元を訪れる。ヴィルケはアンゲーリカの持つ知識が修道会にとって不利益になるとし、彼女が魔女であるという告発を捏造してアンゲーリカを魔女裁判にかける。エラはアンゲーリカを救おうと行動するも願いは叶わず、アンゲーリカはエラを守るために魔女であると認め、さらに嘘の告発をさせられた上で処刑されてしまう。アンゲーリカの良心が踏みにじられ、そして命を奪われる様を目にしたエラは、今回の魔女狩りを主導した修道会の総長エーデルガルトへの復讐を決意する。
アンゲーリカの死後、「魔女の子」として、黒い森山中にあるドナウ川とライン川の分水嶺の峰に建つ更生施設・クラウストルム修道院へと収容されたエラは、そこで志を共にする仲間たち（カーヤ、ヒルデ、テア、コルドゥラ）と出会い、彼女らと協力して修道会への反抗を始める。そうして3年という年月を掛け、少なくない犠牲を払いながらも数々の困難を越えていったエラは、ついにエーデルガルトと対峙する機会を得る。エラはエーデルガルトを討ち倒して復讐を遂げ、その後クラウストルム修道会は崩壊。エラたちはそれぞれの自由を手に入れる。

## 登場人物

### 主人公と仲間
魔女狩りで親を失い、「魔女の子」としてクラウストルム修道院（通称：分水嶺）へと収容された少女たち。
エラ・コルヴィッツ
本作の主人公。養母譲りの知識と聡明さ、そして不屈の精神を持つ少女で、仲間たちの中心的存在。 一貫して復讐のために生きようとしているが、人の命を奪うという行為の意味も深く理解している。鼻の頭にはアンゲーリカの処刑を阻もうとした際に負った傷跡があり、後にクリームヒルトによって右目を縦断する怪我を負わされ隻眼となる。
その聡明さと不屈さ、火のような激しさの危険性を指摘した村の老婆の忠告を受け入れた両親によって売られてしまうが、人買いから逃亡し、生きるための窃盗で捕まり罰せられるところに出くわしたアンゲーリカによって救われ親子となる。エラの激しさを理解した上で慈しみ教導するアンゲリーカを血縁上の親よりも深く敬慕する。しかし、クラウストルム修道会が行った魔女狩りによって養母アンゲーリカの命と尊厳を奪われたことから、修道会の総長であるエーデルガルトへの復讐を誓い、その千載一遇の機会である「誓願式」に参列するために、一期に5人のみ選出される修道女になることを目指す。
1位生のときに起きたランベルトによるエーデルガルト暗殺事件での対応や、ジビレに対して行った切断刑などの行動が高く評価され、2位生には処刑人係の「神の庭師」に就任。3位生になると「隻眼の処刑人」として下位生から畏敬の念を集めるようになり、修道女に選出される。
修道会の解体後、処刑人として多くの人間の命を奪ったという意識から幸せに生きることを許せず、自分の顔がモデルとなった鋼鉄の処女にメッセージを刻み、「自分が仕えるべき神を探すため」として新大陸へと渡る。
カーヤ・ジンメル
ロマ出身の少女。その出自から不当な迫害を受けて両親を殺された過去を持ち、弱者として無視されないような力を得たいと考えている。努力をして様々な知識を身に着けており、分水嶺へも力を得るため、自ら望んで魔女の子の身代わりとして入った。
過去の経験から「人間は生きる対価を支払うべきである」という信念を持っており、生きる対価と呼べるだけの特筆した能力を持つエラを敬愛する反面、ヒルデのことを足手まといだとして切り捨てようと考えることもあった。このヒルデへの評価は、後に良心と信念により撤回している。
エラが汚れ仕事を一身に引き受けていることに歯がゆさを感じており、エラを補佐するために2位生になるとユダヤ人の修道女・ハイデマリーの後ろ盾を得て監督生に就任。クリームヒルト謀殺を切っ掛けに、エラのような良心を持つ人間の代わりに自分が障害となる人間を殺して未来を作ることを決め、仲間から抜けてハイデマリーの部下になり、院外で諜報や暗殺の任務に就くようになる。
修道会の解体後は有力者として暮らし、商人への出資や施療所への寄付などを行っている。
ヒルデ・バルヒェット
印刷所を営む裕福な家に生まれた少女。6人兄弟の4番目。両親は修道会に都合の悪い本を印刷していたため、魔女として処刑された。
偶然ではあるもののエラたちに分水嶺で出される料理に幻覚剤が混入されていることを気付くきっかけを与え、それが縁で行動を共にするようになる。院内の労働ではミスを犯すことが多く、他の面々に比べると判断力や手際の良さ、サバイバル能力に恵まれなかったこともあり、当初はカーヤやテアからは足手まといだと見られていた。しかし本人がそれに危機感や悔しさを覚え、自主的に狩猟の練習や思慮を重ねた行動を取るようになるなど、徐々にたくましく成長していく。
2位生に上がり、院の大規模虐殺計画を止めるためにテアを院外へと脱出させるという計画を実行しようとした際、テアに想定外の事態が生じて脱走が出来なくなったことを状況から察し、テアの代わりに院から逃亡する。その後は自身の死を偽装し、修道会と敵対する新教派の人間に修道会瓦解に繋がる情報を流すなど、院内に残った仲間を救けるために奮闘する。
修道会の解体後はテアと共に印刷所を営み、修道会が隠匿し独占しようとしていた知識や技術についての本を出版するようになる。
テア・グライナー
農家出身の少女。院外の森へと繋がる「抜け道のある部屋」を自室として割り当てられている。分水嶺からの脱出を目的としており、自室に抜け道を見つけたことから当初は一人で脱走計画を企てていた。しかしエラに諭されて行動を共にするようになり、この結果エラたちはテアの部屋の抜け道を利用して院外の森に重要な拠点を得ることとなる。「自分は臆病者」と自虐すると同時に、世の中の理不尽に対する怒りが強く、思ったことをはっきりと伝える毒舌家だが、根は真面目で仲間思いなところがある。
拠点での活動では狩猟のほか、畑作において農家育ちで得たノウハウや手際の良さを発揮する。院内では監督生を目指せるほどの好成績を収めていたが、他の修練女への処罰を担当することについて逡巡し、監督生選出の最終試験にわざと脱落することで監督生になることを放棄する。その後は自身の代わりにヒルデが脱出したこともあり、最後までエラと共に院に残り、エラが道を外した場合は自身が殺してでも正すことを誓う。
修道会の解体後はヒルデと共に印刷所を営んでいる。
コルドゥラ・フォン・シュタイン
侯爵の父を持つ元貴族の少女。エラの上位生の監督生。1位生の頃にエラたちと同様に「抜け道のある部屋」を使って仲間たちと共に院へと抵抗を続けていたことがあり、監督生という立場を利用しながらエラたちに森での生活や仲間との付き合い方などを教えるなど、その活動に協力していく。
3位生で受けた「試し」の「潜礼」にて背信者であることが露見してしまい、後述のヘルガ・フォイルゲンと同じく「見渡す者」として覚醒させようとした院によって激しい拷問を受け、足の腱を切られる重傷を負わされる。
最期は助けに来たエラに院が秘密裏に進めていた大規模な虐殺計画を伝え、その際にエラが仲間であることを知った修道女ナターリエを騙し討ちにし、駆けつけた修練女たちによって銃殺される。

### クラウストルム修道会
カトリック教会の修道会、「クラウストルム修道会」の関係者。
エーデルガルト
クラウストルム修道会の総長の女性。カトリック信者として神に対して狂信的なまでの信仰心を持っており、この世の知識を独占し、特に医療に関する知識や技術を奇跡として民衆に与えることで信仰心を集め、全ての人間が神への信仰と畏怖によって自らを律する世界を作ろうと目論んでいた。カリスマ性に優れ、カトリックの改革と新教の打倒を目指す者たちに多く心酔者を抱え、クラウストルム修道会を構成する者たちからは絶大な崇敬を捧げられている。
肉体的な痛みを感じないという特異体質をしており、聖使命を遂行するため与えられた神からの聖痕として彼女に心酔する者たちからは尊ばれている。
ヴィルケ
クラウストルム修道会の異端審問官の男性。かつて前院長を殺したエーデルガルトを拷問しており、その際のエーデルガルﾄの屈しない信仰心と在り方に触れてから心酔しきっている。
修道会の解体後はいずこかへと逃亡し、エーデルガルトの復活を信じる狂気に陥っている様が描かれている。
ヘルガ・フォイルゲン
テア、コルドゥラより以前に「抜け道のある部屋」を使用していた少女で、やはり修道院に反抗しようとしていた。しかし修道院の行った儀式によって、「見渡す者」と呼ばれる超人的な記憶力と計算能力を持つ人間として覚醒。以降は呆然自失の状態になり、その能力を修道会に利用されるようになる。院の解体の際に世話係に殺されている。
ロスヴィータ
分水嶺に所属する修道女の一人。新教徒に襲撃された旧教会孤児院の唯一の生き残りで、エーデルガルトに拾われて修道女となった。孤児院時代から顔の右側上半分に包帯をしており、足も不自由で杖を常用している。
厳しい指導を行うの修道女の中にあって、魔女の子たちには表面上では比較的穏やかに気さくに接する。しかし実は魔女の子たちの統制と特殊能力開発のために院の食事の中に混入させている幻覚剤「マナ」を麦角から精製しており、「マナ」の秘密に近づいた修練女は処罰していた。
ナターリエ
分水嶺に所属する修道女の一人で、シビレに慕われていた。背信者であることが露見したコルドゥラに殺される。
ハイデマリー
ユダヤ人の修道女。自らと同じ異教者であるロマ出身であるカーヤに着目して監督生になるよう手引きし、その後自分の院外の任務に同行させるようになる。

### 分水嶺の修練女
ジビレ
監督生。洞察力・観察眼に優れているが、そのために世間や社会を斜めにみて諦観しているようなところがある。親からは軽んじて育てられていたこともあり、自分のことを認めてくれたナターリエを敬愛し、積極的に背信者を探しては尋問や拷問を行っていた。
エラたちの活動にも勘付き尋問にかけようとするが、逆にエラの仕掛けた罠に嵌って責任を問われる側となり、右腕を切り落とされるという刑を受けることとなる。処刑にはエラの進言によって手斧ではなく手術用の鋸が用いられ、このことから術後の経過が良く、一命を取り留める。
エラからは自分を陥れたことを密かに告白されており、それがシビレの人としての尊厳を認めた上での行為であったことに複雑な想いをいだきつつも報復の機会を狙っていたが、ラースローとともに盗み見たエラの本心と決意を知ってから、表面ではエラを嘲りつつも、エラの本意にも添うような行動をとるようになる。
修道会の解体後、修練女の最後の仕事としてエラの顔をした「鋼鉄の処女」を川路にて港まで運搬する役目を負わされるが、新大陸の現地民に使用するためと知って川に水没させる。このことが作品の冒頭で「謎の鋼鉄の処女」がライン川の底から引き上げられるシークエンスにつながることになる。
クリームヒルト・レンツ
エラたちの同級生にあたる修練女。頭がよく目端がきくが、他者を虐げて喜ぶような面があり、笑顔で人を陥れる。
院内における成績は優秀で上昇志向がある。カーヤの両親が殺されることになった事件に関わっており、ヒルデ脱走の際にとった非道な言動もあって、カーヤに謀殺され自殺として偽装されている。

### その他の登場人物
アンゲーリカ・コルヴィッツ
エラの義母。様々な知識・技術を持ち、それらをエラに伝えながら治療師として生活していた。聖アントニウスの火と呼ばれる病気の原因を突き止めてしまったことから、その聡明さは危険であるとしたクラウストルム修道会によって魔女狩りに遭い処刑される。
ランベルト
聖歌隊に所属する声楽家。エーデルガルトが行った魔女狩りによって両親を殺され、妹も分水嶺へと入れられたという過去を持つ。このことからエーデルガルトへの復讐を目指し、「首切り人」と呼ばれる暗殺者としても活動していた。
分水嶺で行われた式典にてエーデルガルトの暗殺を企て、失敗した末に舌を噛み切って自害する。その際、自身の顔立ちから院内に居る妹の縁者であると露見すること・妹へと累が及ぶことを恐れたが、それに気づいたエラによって顔の皮を剥がされている。
ラースロー
人形作りを生業にしている男性。足が不自由で杖を使用している。彼の作った人形の出来を見たヴィルケから、エーデルガルトをモデルとした「鋼鉄の処女」の頭部を作成するよう依頼されて、分水嶺に連れてこられる。
招致後は自身の製作物によって他者が虐待されることに対する精神的な重圧から製作の手が鈍っていたが、世話係をしていたシビレとともに盗み見た「神の庭師」を務めているエラの真実を知って創作意欲が湧き、エーデルガルトをモデルにした頭部と共に、エラをモデルにした頭部も作成する。
修道会の解体の際には修道会の関係者との疑いをかけられるが、ジビレの口添えとエーデルガルトを殺した「エラの顔を模した頭部」の存在があって、追及を免れる。

## 設定・用語
クラウストルム修道院
クラウストルム修道会が管理する女子修道院。黒い森にあり、ドナウ川とライン川の分水嶺の峰に建つその立地から「分水嶺」とも呼ばれている。表向きには魔女狩りで親を失い「魔女の子」とされた少女のみが収容される一種の更生施設だが、その裏では院に反抗する人間への拷問や暗殺を行うと共に、院内では「試練」と称して「ある年代の女性の集団においては、人間の理性を超えた力が発揮される」という研究を実践する他、異端とされた科学者たちを秘密裏に囲い、総長の意にかなう技術の作出と知識の独占のために様々な研究を行わせていた。
院に収容された魔女の子らは、入学年次の1位生、上級生の2位生、3位生（卒位生）は互いを「姉妹（シュヴェスタ）」と呼び合い、修道女を「お母様（ムター）」と呼ぶ。彼女らは日頃の行いや試練の結果で成績を付けられており、1位生での最終成績上位者は2位生に進級すると、1位生の指導を担当する「監督生」、または刑罰を担当する処刑人係の「神の庭師」に選出される。そうして修練女として3年を過ごした後、クラウストルム修道会の各地支院や施療院で助修士となる。また、卒業時の成績上位5名は修道女に選出され、この誓願式でエーデルガルトが選ばれた修道女に手ずから指輪を渡すのが慣例となっている。

## 書誌情報
- 竹良実 『辺獄のシュヴェスタ』 小学館〈ビッグコミックス〉、全6巻
  1. 2015年6月17日発行（2015年6月12日発売[13]）、ISBN 978-4-09-187059-9
  2. 2015年11月17日発行（2015年11月12日発売[14]）、ISBN 978-4-09-187325-5
  3. 2016年4月17日発行（2016年4月12日発売[15]）、ISBN 978-4-09-187529-7
  4. 2016年9月17日発行（2016年9月12日発売[16]）、ISBN 978-4-09-187776-5
  5. 2017年2月15日発行（2017年2月10日発売[17]）、ISBN 978-4-09-189350-5
  6. 2017年12月17日発行（2017年12月12日発売[18]）、ISBN 978-4-09-189699-5